# Southery
Southery – wieś w Anglii, w hrabstwie Norfolk, w dystrykcie King’s Lynn and West Norfolk. Leży 63 km na zachód od Norwich i 119 km na północ od Londynu. Miejscowość liczy 1161 mieszkańców.